# نادية أيت زاي
نادية أيت زاي، من مواليد 5 أغسطس 1952 في مداوروش في ولاية سوق أهراس، وهي ناشطة في مجال حقوق الإنسان ومحامية ووأستاذة مساعدة في كلية بن عكنون للقانون.
ناشطة نسوية ومديرة مركز المعلومات والتوثيق حول حقوق الطفل والمرأة، CIDDEF / مؤسسة المساواة و هي عضوة في المجموعة «المغرب -المساواة 95». وتعد «أحد أكثر الحقوقيات نشاطا على الساحة الجمعوية الجزائرية»

## مسيرتها
بدأت نادية أيت زاي في الدفاع عن حقوق المرأة وحقوق الإنسان في السبعينات بشكل مستقل.
و كانت بين 1979 و 1984، النائبة الأولة لرئيس بلدية الجزائر العاصمة.
بدأت نادية أيت زاي التدريس في كلية حقوق بن عكنون في عام 1984 كأستاذة مساعدة وتم تسجيلها في نقابة المحامين في الجزائرالعاصمة وافقت عليها المحكمة العليا في العام نفسه، ومنذ ذلك الحين تمارس المحاماة.
في عام 1993، انضمت إلى مجموعة «المغرب العدل95» ؛ و هي مجموعة تأسست عام 1992 و تعمل على تحقيق المساواة بين الرجال والنساء في المغرب.
وفي عام 2002، أنشأت مركز المعلومات والتوثيق بشأن حقوق الطفل والمرأة (CIDDEF)/ مؤسسة من أجل المساواة. يقوم هذا المركز بتنفيذ أعمال المناصرة على المدى الطويل بهدف تعديل القوانين التمييزية ضد النساء، كما تعطي نفسها مهمة نشر الوعي بالقوانين وتعميمها ونشرها من خلال نشر العديد من المنشورات ومن  بينها مجلة الشهرية لمركز المعلومات والتوثيق حول حقوق الطفل والمرأة. وتنظيم ندوات ومؤتمرات مع مختلف منظمات المجتمع المدني.
أجرى المركز أول دراسة حول تمثيل المرأة في المغرب، والتي سمحت للجمعية بتقديم طلب لمدة عشرة  سنوات لاعتماد قانون حول الكوتا للنساء في المجالس المنتخبة.
نادية أيت زاي، تنشر العديد من المنشورات كل عام حول حقوق الأطفال وحقوق المرأة في الجزائر.
وهي أحد أكثر الناشطات نشاطًا على الساحة الجمعوية الجزائرية، وتعتبر أن العمل على قانون الأسرة هو أولوية.